# Shockwave (band)
Shockwave was een thrashmetalband uit Den Haag die actief was in de jaren ’90.
De eerste band die werd opgericht door Peter Einfeld en Marcel Fens was Maniac in 1984. Later stapten ze over naar een bestaande band met de naam Excalibur. Einfeld speelde daarbij bas en Fens gitaar. Al snel vertrok Einfeld naar de toen geheten band Shockwave. Fens richtte de band Poser op, dat later werd omgedoopt tot Catch 22.
Eind jaren tachtig richtten Peter Einfeld samen met voormalige Shockwave zanger Dre Dijkhuizen en John den Buitenlaar de thrashmetalband M.I.A. op. Dit keer met Einfeld op gitaar. Al spoedig sloot Fens zich hierbij aan als bassist. In 1990 werd de demotape M.I.A. opgenomen, waarna een reeks optredens in Nederland volgden. Men speelde onder meer op het festival ter gelegenheid van het 700-jarig bestaan van Rotterdam. Toen men in 1993 de studio in ging om de cd Lost in Life op te nemen, werd de naam omgedoopt tot Shockwave.
Voormalig soulzanger Arthur Conley deed de promotie van de cd. Het werd uitgebracht op diens label Art-Con Productions. In meer dan dertig lokale radiostations werd de cd een hit. De 'Lost in Holland'-tour deed circa dertig steden in Nederland aan.
Uitgeblust en inspiratieloos werd Shockwave in 1995 ontbonden.

## Leden
Shockwave bestond uit:
- Dre Dijkhuizen - zang
- Marvin Vriesde - gitaar
- Peter Einfeld - gitaar
- Marcel Fens - basgitaar & keyboard
- John den Buitenlaar - drums

## Discografie
- Lost in Life (1994)